# 北米德爾敦 (新澤西州)
北米德爾敦（英語：North Middletown）是位於美國新澤西州蒙茅斯縣的普查規定居民點。

## 人口
根據2020年美國人口普查的數據，北米德爾敦的面積為1.12平方千米，皆為陸地。當地共有人口3146人，而人口密度為每平方千米2,808.93人。